# Akysis
Akysis – rodzaj słodkowodnych ryb sumokształtnych z rodziny Akysidae.

## Klasyfikacja
Gatunki zaliczane do tego rodzaju:
| - Akysis bilustris - Akysis brachybarbatus - Akysis clavulus - Akysis clinatus - Akysis ephippifer - Akysis fontaneus - Akysis fuliginatus - Akysis galeatus - Akysis hendricksoni - Akysis heterurus - Akysis longifilis - Akysis maculipinnis | - Akysis manipurensis - Akysis microps - Akysis pictus - Akysis portellus - Akysis prashadi - Akysis pulvinatus - Akysis recavus - Akysis scorteus - Akysis variegatus - Akysis varius - Akysis vespa - Akysis vespertinus |